# Śmierć i co potem nadchodzi
Śmierć i co potem nadchodzi – krótkie opowiadanie zaliczane do cyklu Świat Dysku Terry'ego Pratchetta. 
Opublikowane po raz pierwszy w 2002 r. na stronie internetowej Timehunt poświęconej łamigłówkom. Zostało przetłumaczone na wiele języków i jest za darmo dostępne w Internecie.
Bohaterem jest Śmierć dyskutujący z filozofem, który nie chce rozstać się z życiem, powołując się m.in. na teorię kwantów i wynikającą z niej koncepcję wieloświata.